# Hynidesmus lanifer
Hynidesmus lanifer är en mångfotingart som beskrevs av Cook 1896. Hynidesmus lanifer ingår i släktet Hynidesmus, ordningen banddubbelfotingar, klassen dubbelfotingar, fylumet leddjur och riket djur. Inga underarter finns listade i Catalogue of Life.